# Maria Lohela
Maria Lohela, född 11 juni 1978 i Nivala i Norra Österbotten, är en finländsk politiker som var riksdagens talman 2015-2018. Lohela har var riksdagsledamot för landskapet Egentliga Finland för partierna Sannfinländarna 2011-2017 och Blå framtid 2017-2018. I januari 2019 meddelade Lohela att hon lämnade Blå framtid och anslöt sig till den nybildade Rörelse Nu-riksdagsgruppen.
Efter att ha behållit sin plats i riksdagen efter riksdagsvalet 2015, utsågs Lohela till talman i maj 2015. vid 36 års ålder. Därmed är hon en av den finska riksdagens yngsta talmän någonsin.
I mars 2016 fick hon utstå hård kritik från andra politiska partier i Finland när hon som talman tog emot sin svenske talmanskollega Urban Ahlin, och vägrade tala svenska.

## Utmärkelser
- Norska förtjänstordens storkors,  2016[5]
- Krigsinvalidernas förtjänstkors,  27 april 2016[6]

[Redigera Wikidata]

## Läs mera
- Lars Gustafsson (29 maj 2015). ”Maria Lohela valdes till talman”. YLE nyheter. https://svenska.yle.fi/artikel/2015/05/29/maria-lohela-valdes-till-talman.